# Евгений Желев
Евгений Желев Желев е български политик и лекар.
Той е кмет на Стара Загора (16 октомври 1999 – 26 ноември 2007), министър на здравеопазването (24 април 2008 – 27 юли 2009), народен представител от „Коалиция за България“ в XLI народно събрание (14 юли 2009 – 14 март 2013), член на Националния съвет на Българската социалистическа партия до 7 март 2014 г.

## Биография

### Образование и семейство
Завършва първа смесена гимназия „Христо Ботев“ в Стара Загора и Висшия медицински институт в Пловдив. Преминава курс по управление на здравеопазването във Вашингтон, САЩ. Евгений Желев е женен, има 2 дъщери. Загива при нещастен случай на 20 октомври 2017 г.

### Медицинска дейност
През 1983 – 1984 г. е завеждащ Медицинския център в Богомилово. От 1985 до 1995 г. работи в ОАРИЛ и в отделението по ортопедия и травматология на Районната болница в Стара Загора. От 1995 до 1996 г. работи в клиниката по ортопедия и травматология на Университетската болница в Стара Загора. Директор е на Районната болница в Стара Загора от 1997 до 1999 г.

### Политическа и обществена дейност

#### Кмет на Стара Загора
През 1999 г. е избран за кмет с над 50 % на първия тур на местните избори като независим кандидат, подкрепен от БСП и редица граждански и политически обединения.
Преизбран (2003) е за кмет на Община Стара Загора на първи тур с над 60% от гласовете, отново кандидатиран като независим и подкрепен от множество политически и граждански организация.
На 16 февруари 2007 г. инициативен комитет от 13 видни старозагорци за трети път издига кандидатурата за кметски мандат на д-р Желев. На 20 февруари 2007 г. Общинският съвет на БСП с пълно мнозинство одобрява кандидатурата и подкрепя д-р Желев за трети път. През август 2007 г. НДСВ също взема решение да го подкрепи. Зад кандидатурата му застават общо 25 организации, сред които: Български антифашистки съюз, Съюз на тракийските дружества в България и др. На 4 ноември 2007 г. губи балотажа за кмет на Стара Загора, събирайки 49,58% от гласовете на съгражданите си.

#### Дейност след 2008 г.
С решение на Министерския съвет от 20 март 2008 г. е назначен за председател на Държавната агенция за българите в чужбина.
С указ на президента Георги Първанов от 22 март 2008 г. е назначен за президентски съветник по развитието на регионалната политика.
На 24 април 2008 г. е избран за министър на здравеопазването от квотата на БСП.
На изборите за XLI народно събрание е водач на листата на „Коалиция за България“ в 27 МИР Стара Загора.
На 7 март 2014 г. Националният съвет на Българската социалистическа партия изключва Евгений Желев от БСП заедно с Георги Първанов, Румен Петков, Росица Янакиева, Ивета Станкова–Пенкова и други членове на НС на БСП, които създават партията Алтернатива за българско възраждане (АБВ).

#### Обществена дейност
- Председател на Управителния съвет на РАО „Тракия“ от 1999 г.
- Член на Управителния съвет на НСОРБ
- Член на Управителния съвет на НЗОК
- Представител на България в Комитета на регионите
- Съосновател и член на Страсбургския клуб
- Президент учредител и първи президент на Лайънс клуб „Стара Загора – Тракия“ Архив на оригинала от 2019-03-16 в Wayback Machine.
- Председател на Оперативния съвет на Гражданско обединение – Стара Загора
- Председател на Ловно-рибарското дружество, Стара Загора

### Награди
- Носител на френския Орден за заслуги – най-високото отличие на Френската република (след Ордена на почетния легион)
- Носител на руския орден „Петър I“ втора степен за личен принос и заслуги в укрепването на българо-руските взаимоотношения